# Jay E. Adams
Jay Edward Adams (Baltimore, 30 de enero de 1929-14 de noviembre de 2020) fue un autor estadounidense, reformado cristiano, el cual escribió más de 100 libros. Sus libros han sido traducidos a 16 idiomas, y recibió el doctorado en predicación.

## Consejería neutética
De acuerdo a una entrevista realizada por Aaron Blumer, la mayor influencía en consejería de Adams fue la publicación de su libro Capacitados para Orientar, en 1970.  Es a partir de ese libro que Adams desarrolló lo que se conoce como consejería neutética.  Over time, Adams has become a popular advocate of «strictly biblical approaches» to counseling, whose «perspectives are influencing evangelical Christianity today.»
John F. MacArthur ha declarado que  a través de Capacitados para orientar Adams dio a la Iglesia  «un corrector indispensable para varias tendencias que están corroyendo la vitalidad espiritual de la Iglesia». Derek Tidball piensa que Adams ha realizado una enorme contribución al avivamiento de la teología pastoral bíblica». Según Ian F. Jones, Tim Clinton, y George Ohlschlager, «Jay Adams trajo una revolución bíblica al pastorado y la consejería bíblica en 1970, desafiando a un área que corría hacia el rencor, e incluso a la disolución por su fascinación con todo tipo de psico-balbuceo anticristiano.»  David Powlison mencionó que Adams ha escrito «abundantes recursos para el desarrollo de la consejería» y ha llevado a establecer varias instituciones basadas en su pensamiento.
Los psicólogos argumentan que la consejería neutética puede producir un daño considerable en los pacientes. Además de técnicas que los críticos consideran inefectivas.  Las críticas posteriores provienen de la Enciclopedia Baker de Psicólogía y Consejería, argumentando que «Adams parece no conocer completamente las teorías que critica» y que la «confrontación también es esencial para la teoría de Adams.» Sin embargo, continúa afirmando que esta confrontación «se define como confrontación solidaria».
Mark McMinn ha argumentado, sin embargo, que «el Dr. Adams ha recibido una gran cantidad de críticas injustas y desinformadas de la comunidad de consejería cristiana. Aunque no comparto la opinión del Dr. Adams sobre enfrentar el pecado en la consejería, respeto su trabajo pionero en consejería bíblica».

## Educación
- Bachiller de Divinidad en Reformed Episcopal Seminary[15]
- Bachiller de Artes en Clásicos Johns Hopkins University[16]
- Master en Teología Sagrada en Temple University[16]
- PhD in Habla, de la Universidad de Misuri[16]

## Publicaciones
Adams ha escrito más de 100 libros, incluyendo:
- The Biblical View of Self-Esteem, Self-Love, and Self-Image. Harvest House Publishers. 1986. ISBN 978-0-89081-553-3.
- The Big Umbrella. Calvary Press. 1972. ISBN 1-879737-75-2.
- The Christian Counselor's Manual, the practice of nouthetic counseling. Zondervan. 1988. ISBN 0-310-51150-X. - originally 1973
- Christian Living in the Home. P & R Publishing. 1972. ISBN 0-87552-016-2.
- Competent to Counsel. Zondervan. 1986. ISBN 0-310-51140-2. - originally 1970
- Handbook of Church Discipline: A Right and Privilege of Every Church Member. Zondervan. 1986. ISBN 0-310-51191-7.
- Marriage, Divorce, and Remarriage in the Bible. Zondervan. 1986. ISBN 0-310-51111-9.
- Preaching with Purpose: the urgent task of homiletics. Zondervan. 1998. ISBN 0-310-51091-0.
- Shepherding God's Flock: A Handbook on Pastoral Ministry, Counseling and Leadership. Zondervan. 1986. ISBN 0-310-51071-6.
- A Theology of Christian Counseling. Zondervan. 1986. ISBN 978-0-310-51101-4.